# Tramwaje w Maubeuge
Tramwaje w Maubeuge − zlikwidowany system komunikacji tramwajowej we francuskim mieście Maubeuge, działający w latach 1902−1951.

## Historia
Tramwaje w Maubeuge uruchomiono 16 marca 1902. Sieć obsługiwana przez spółkę Compagnie des Tramways Electriques de la Région de Maubeuge (TERM) miała 21,5 km długości i 5 linii. Do obsługi sieci dysponowano dwuosiowymi wagonami silnikowymi z otwartymi pomostami i doczepnymi, które były rzadko eksploatowane. W czasie I wojny światowej ruch prowadzony był na trzech liniach z powodu wysadzenia mostu w Moulins nad rzeką Sambra. W 1925 i 1930 zlikwidowano dwie linie tramwajowe. W latach 30. XX w. zabudowano pomosty w wagonach silnikowych. Po 1945 wznowiono kursowanie tramwajów tylko na jednej linii łączącej Hautmont z Bavay. Linię tę zlikwidowano w 1951. 